# バリンタワク駅
バリンタワク駅（バリンタワクえき、英語 : Balintawak LRT Station）は、ケソン市の中心地区の一つであるバリンタワク地区にあるマニラ・ライトレール・トランジット・システム(Manila LRT)LRT-1線（グリーンライン）の駅であり、エドゥサ(EDSA)と北ルソン高速道路(NLEX)の交差点付近にある。

## 駅構造
相対式ホーム2面2線を有する高架駅である。

## 駅周辺
- バリンタワク市場 (英語：Balintawak Market)
- EDSA-Cloverleaf Interchange
- Cry of Balintawak Monument
- St. Joseph the Worker Parish Church
- Wilcon Builders Depot
- Balintawak Home Depot
- Ayala Malls Cloverleaf

## ギャラリー

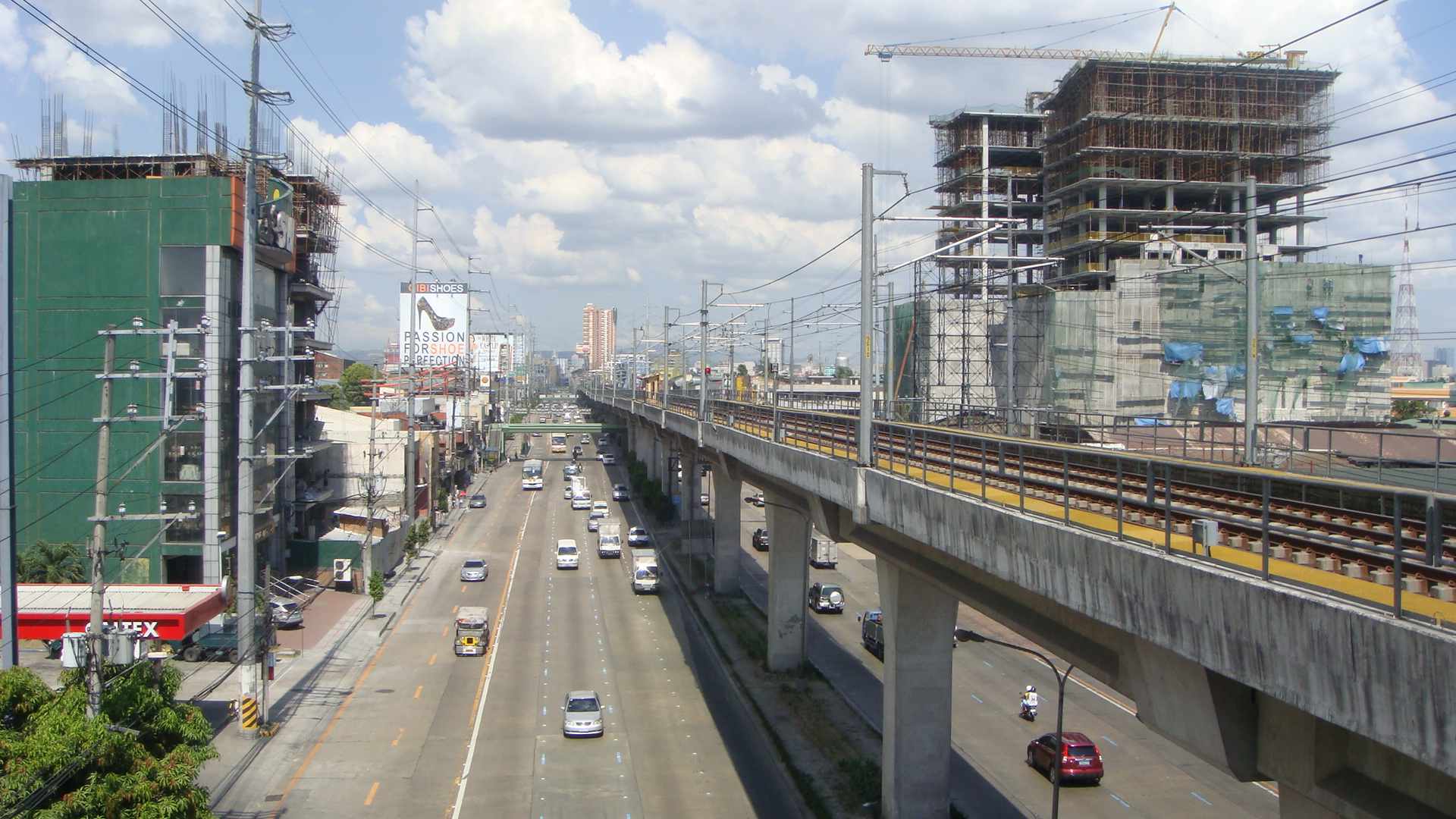
線